# Bòbila Carmen
La Bòbila Carmen era ubicada al barri de la Teixonera de Barcelona, tocant al passeig de la Vall d'Hebron. Hi van sortir la majoria dels totxos amb que es van construir les cases del barri, i també, per exemple, l'hospital de la Vall d'Hebron.

## Història
Es considera que va ser l'última bòbila que quedava a la ciutat, encara que inactiva durant molts anys. Va ser fundada el 1906, quan aquella zona pertanyia al municipi de Sant Joan d'Horta, per la família Giravent, que va comprar la finca a Anna Piferrer i Gualba, propietària de can Besora. El 1926, la construcció estava en un bon moment a causa de l'Exposició Internacional de 1929, i llavors la fàbrica comptava amb més de 70 obrers. El 1947, va arrendar la bòbila Ramon Puigfel i li va posar el nom de Carmen perquè se'n deia una de les seves filles i també era la patrona dels rajolers. El 1958, Puigfel va comprar l'empresa, i el 1989 el solar.
El novembre de 2016 ja s'hi havia construït un edifici de pisos, conservant-ne, però, el forn. El 2019 es va convocar un concurs per a la rehabilitació de l'edifici per a convertir-lo en un local d'entitats del barri, que va guanyar l'estudi H Arquitectes, amb el projecte Reforn. El juliol del 2025, l'Ajuntament de Barcelona va anunciar l'inici de les obres, amb un pressupost de 6,3 milions d'euros. Inclourà bucs d'assaig, sales polivalents, un office i diversos magatzems.